# Pyramond
Pyramond (Eigenschreibweise PYRAMOND) ist ein Verlag für Comics und verwandte Produkte mit Sitz in Hamburg. Der 2015 gegründete Verlag veröffentlicht Comics von deutschen und internationalen Zeichnern, die sich von Mangas inspirieren lassen. Neben Büchern wurde insbesondere Merchandising zu den Titeln im Verlagsprogramm vertrieben. 
Er wird von Gründer und Verlagsleiter Christian Allmann weitgehend allein betrieben. Nach ausbleibender Kommunikation und Veröffentlichungen 2020 wurde dies im Oktober des Jahres mit finanziellen Zwängen und die besondere Belastung durch die COVID-19-Pandemie in Deutschland begründet und eine Konzentration auf die gut laufenden Titel angekündigt. Ohne dass weitere Verlagsaktivitäten folgten, wurde im Dezember 2022 angekündigt, der Verlag werde 2023 wieder aktiv.

## Verlegte Titel
- Carciphona von Shilin Huang (6 Bände, 2015–2019)
- Scars von Mikiko Ponczeck (2015)
- Silly Kingdom von Katie und Steven Shanahan (2 Bände, 2015–2016)
- Treasure Hunt von Christian Allmann (2015)
- Radiant von Tony Valente (6 Bände, 2016–2019)
- Basar der Erinnerungen von Diana Liesaus (2017)
- Candy Uproar von Reyhan Yıldırım (2017)
- Fable Clash! von Reyhan Yıldırım (2017)
- Fable Clash! Days von Reyhan Yıldırım (2017)
- Harfang von Aurore (2 Bände, 2017)
- Hellébore von Frozen Garden (2017)
- Miki's Mini Comics von Mikiko Ponczeck (2017)
- Nekoloco! von Mi-eau (2017)
- Piratebay von Diana Liesaus (2 Bände, 2017)
- Friedwalds große Reise von Sabrina Ehnert (2018)
- Memento Mori von Rann (3 Bände, 2018)
- NiGuNeGU von Oliver Mielke und Hannes Radke (2 Bände, 2018–2019)
- Sea Girl von Joakim Waller (2018)
- Sword Princess Amaltea von Natalia Batista (2 Bände, 2018–2019)
- City Hall von Rémi Guerin und Guillaume Lapeyre (2 Bände, 2019)
- Nenetl von Vera Greentea und Laura Müller (2019)
- Penguin Rumble von Joakim Waller (2019)
- Sunshine Chronicles von Tom Silberschmidt und Stephan Lorse (2020)
- Märchen der Sterne von Julia Damm, Julia Drabon, Lydia Heymach, Shan Huang, Rufus Kahn, Janika Kefel, Julia Klein, Effi Lerch, Martin Knipp, Ines Korth, Vivian Mittag, Yvonne Matern, Evelyne Park und Lisa Rau (2020)